# Zakkula Govindarajulu
Zakkula Govindarajulu (Atmakur, 15 maggio 1933 – 5 dicembre 2010) è stato uno statistico indiano naturalizzato statunitense dal 1971.

## Biografia
Era un esperto in statistica non parametrica, analisi sequenziale, teoria dei grandi campioni.
Presso il Madras Christian College conseguì nel 1952 il B.A. e poi, nel 1953 il M.A.
Nel 1956 si trasferì negli Stati Uniti.
Il Ph.D. lo ottenne nel 1961 presso la University of Minnesota avendo tutore I. Richard Savage con la tesi Central Limit Theorems and Asymptotic Efficiency for One Sample Non-Parametric Procedures.
Dal 1968 fu fellow della American Statistical Association.
Fu professore di statistica presso la University of Kentucky con sede a Lexington. Fu sposato dal 1960 con Gayatri Gupta Govindarajulu (1936-2013), docente di sociologia nella stessa università.

## Pubblicazioni
- Elements of Sampling Theory and Methods
- The Sequential Statistical Analysis of Hypothesis Testing, Point and Interval Estimation, and Decision Theory
- Sequential Analysis of Hypothesis‑ Testing, Estimation and Decision Theory, 1987
- Sequential Statistical Procedures
- Elements of Sampling Theory and Methods, 1999
- On a class of C-sample weighted rank-sum tests for location and scale in "NSF and AFOSR Technical Report", University of California, Berkeley, 1965, coautore Pranab Kumar Sen. Pubblicato successivamente (1966) su "Ann. Inst. Statist. Math., Tokyo"
- Sequential Statistics, 2004